# 2153 Akiyama
Akiyama (asteróide 2153) é um asteróide da cintura principal com um diâmetro de 16,79 quilómetros, a 2,6136908 UA. Possui uma excentricidade de 0,1612606 e um período orbital de 2 009,25 dias (5,5 anos).
Akiyama tem uma velocidade orbital média de 16,87248942 km/s e uma inclinação de 1,18948º.